# Federico Manfredini (politico)
Federico Manfredini (Rovigo, 24 agosto 1743 – Campoverardo di Camponogara, 2 settembre 1829) è stato un politico italiano, primo ministro del Granducato di Toscana dal 1791 al 1796, Gran Maggiordomo e Magnate d'Ungheria, Maggiordomo Maggiore del granduca di Toscana Ferdinando III.

## Biografia
Federico (Francesco Vincenzo Bartolomeo) Manfredini nasce a Rovigo, nel palazzo Manfredini di Porta San Giovanni, da Giuseppe Benedetto Manfredini e da Ancilla (Anna Maria Valentina) Minguelli figlia del Nobil Uomo veneziano Benedetto Minguelli, una famiglia marchionale legata fin dal medioevo alla casa d'Este.
Federico riceve la prima istruzione letteraria a Rovigo sotto la guida del canonico Silvestri e quindi nel nobile collegio San Carlo di Modena. Incline alla carriera delle armi, entra nell'Accademia imperiale di Firenze. Ne esce col grado di ufficiale e va militare in Germania sotto le bandiere dell'Imperatore. Maggiore nel reggimento Stein, per le qualità dell'animo, per la vivace intelligenza e per la sua vasta cultura acquista la stima dell'imperatore Giuseppe II che lo manda a Firenze, alla corte del fratello il granduca Pietro Leopoldo, col delicato ufficio di educatore dei suoi figli.
Fu primo ministro del Granducato di Toscana dal 1791 al 1796, Gran Maggiordomo e Magnate d'Ungheria, Maggiordomo Maggiore del granduca di Toscana Ferdinando III. Il nipote, suo omonimo, fu vescovo di Famagosta e vescovo di Padova.